# Књига песама
Књига песама, такође Шиђинг или Ши-чинг (кинески: 诗经/ 詩經; пинјин: Shījīng) је једна од конфуцијанских класичних кинеских текстова. Она је најстарија сачувана збирка кинеске поезије која је настајала скоро пола миленијума. Сакупљана је од 11. века пре нове ере до средине 6. века пре нове ере и у њој се садржи 305 песама. Књига песама је прво дело реалистичке поезије и књижевности, и у наредних неколико векова је установила метричка и ритмичка правила стиха и употребу стилских фигура. Прво је била позната само као Песме а касније као Триста песама. Она је једна од „пет класика“ за које се традиционално каже да их је саставио Конфуције, а проучавали су је и памтили научници у Кини и суседним земљама током два миленијума. Такође је богат извор ченгју идиома (класичних идиома од четири карактера) који су још увек део ученог дискурса, па чак и свакодневног језика у савременом кинеском. Од династије Ћинг, њени обрасци риме су такође анализирани у проучавању старокинеске фонологије.

## Настанак
Данас постоје две теорије настанка Књиге песама. Прва теорија претпоставља да је сам Конфуције од три хиљаде песама одабрао триста пет дидактички и етички одговарајућих песама, које је затим по сопственом нахођењу преправио тако да оне сабране чине стилски адекватну књижевну композицију. Друга теорија тврди да је збирка постојала пре Конфуција, и да је већ била позната у његовој држави Лу, док ју је он само популаризовао.
Записи из династије Хан сведоче о почецима прикупљања ових поема, тако што су владари династије Џоу слали прикупљаче међу народ, у жељи да чују политичко расположење и мишљење подређених преко њихове поезије.

## Стил
Арије и оде писане су у четворокарактерној форми и имају риму, за разлику од химни које имају различити број карактера и понекад и немају риму. Такође је присутна прва употреба песничких стилских средстава која ће у будућим вековима постати карактеристична за кинеску поезију и књижевност. Прва песничка средства у Књизи песама су фу, би и ксинг. Фу представља директну нарацију, а би нарацију са поређењем и метафором. Ксинг је специфично средство помоћу којег се у уводном делу песме осликава пејзаж уз радостан тон, а у наставку се откривају права осећања лирског субјекта.